# Arbopercula bengalensis
Arbopercula bengalensis is een mosdiertjessoort uit de familie van de Electridae. De wetenschappelijke naam van de soort is voor het eerst geldig gepubliceerd in 1869 door Stoliczka.

## Verspreiding
Arbopercula bengalensis werd voor het eerst beschreven vanuit West-Bengalen, India en is inheems in heel India en misschien ook aan de warm-gematigde en tropische kust van China. Het is geïntroduceerd in Florida, Puerto Rico, Panama, Australië en de West-Afrikaanse kust. Het is bekend van mangroven, rotsachtige gebieden, palen en boeien en is kenmerkend voor brak water, maar komt ook voor in zeewater. In zijn gehele oorspronkelijke en geïntroduceerde verspreidingsgebied is A. bengalensis een snelgroeiende, invasieve aangroeisoort, maar de economische en ecologische effecten zijn niet onderzocht.